# Grand Prix automobile du Portugal 1995
GP précédent GP suivant
Le Grand Prix automobile du Portugal 1995 (Grande Prêmio de Portugal), disputé sur l'Autódromo do Estoril situé à Estoril près de Lisbonne au Portugal le 24 septembre 1995, est la quinzième édition du Grand Prix, le 577e Grand Prix de Formule 1 couru depuis 1950 et la treizième manche du championnat 1995.

## Grille de départ
| Pos. | No | Pilote                   | Écurie             | Temps Q1       | Temps Q2       | Écart      |
| ---- | -- | ------------------------ | ------------------ | -------------- | -------------- | ---------- |
| 1    | 6  | David Coulthard          | Williams-Renault   | 1 min 21 s 423 | 1 min 20 s 537 |            |
| 2    | 5  | Damon Hill               | Williams-Renault   | 1 min 21 s 322 | 1 min 20 s 905 | + 0 s 368  |
| 3    | 1  | Michael Schumacher       | Benetton-Renault   | 1 min 21 s 885 | 1 min 21 s 301 | + 0 s 764  |
| 4    | 28 | Gerhard Berger           | Ferrari            | 1 min 22 s 281 | 1 min 21 s 970 | + 1 s 433  |
| 5    | 30 | Heinz-Harald Frentzen    | Sauber-Ford        | 1 min 23 s 485 | 1 min 22 s 226 | + 1 s 689  |
| 6    | 2  | Johnny Herbert           | Benetton-Renault   | 1 min 23 s 786 | 1 min 22 s 322 | + 1 s 785  |
| 7    | 27 | Jean Alesi               | Ferrari            | 1 min 22 s 656 | 1 min 22 s 391 | + 1 s 854  |
| 8    | 14 | Rubens Barrichello       | Jordan-Peugeot     | 1 min 23 s 142 | 1 min 22 s 538 | + 2 s 001  |
| 9    | 25 | Martin Brundle           | Ligier-Mugen-Honda | 1 min 23 s 244 | 1 min 22 s 588 | + 2 s 051  |
| 10   | 15 | Eddie Irvine             | Jordan-Peugeot     | 1 min 22 s 957 | 1 min 22 s 831 | + 2 s 294  |
| 11   | 26 | Olivier Panis            | Ligier-Mugen-Honda | 1 min 23 s 284 | 1 min 22 s 904 | + 2 s 367  |
| 12   | 7  | Mark Blundell            | McLaren-Mercedes   | 1 min 24 s 583 | 1 min 22 s 914 | + 2 s 377  |
| 13   | 8  | Mika Häkkinen            | McLaren-Mercedes   | 1 min 23 s 064 | 1 min 23 s 114 | + 2 s 527  |
| 14   | 29 | Jean-Christophe Boullion | Sauber-Ford        | Pas de temps   | 1 min 23 s 934 | + 3 s 397  |
| 15   | 4  | Mika Salo                | Tyrrell-Yamaha     | 1 min 24 s 942 | 1 min 23 s 936 | + 3 s 399  |
| 16   | 3  | Ukyo Katayama            | Tyrrell-Yamaha     | 1 min 24 s 631 | 1 min 24 s 287 | + 3 s 750  |
| 17   | 23 | Pedro Lamy               | Minardi-Ford       | 1 min 26 s 210 | 1 min 24 s 657 | + 4 s 120  |
| 18   | 24 | Luca Badoer              | Minardi-Ford       | 1 min 25 s 746 | 1 min 24 s 778 | + 4 s 241  |
| 19   | 10 | Taki Inoue               | Arrows-Hart        | 1 min 24 s 883 | 1 min 25 s 031 | + 4 s 346  |
| 20   | 9  | Massimiliano Papis       | Arrows-Hart        | 1 min 25 s 696 | 1 min 25 s 179 | + 4 s 642  |
| 21   | 17 | Andrea Montermini        | Pacific-Ford       | 1 min 27 s 659 | 1 min 26 s 172 | + 5 s 634  |
| 22   | 21 | Pedro Diniz              | Forti-Ford         | 1 min 29 s 137 | 1 min 27 s 292 | + 6 s 755  |
| 23   | 22 | Roberto Moreno           | Forti-Ford         | 1 min 28 s 672 | 1 min 27 s 523 | + 6 s 986  |
| 24   | 16 | Jean-Denis Delétraz      | Pacific-Ford       | Pas de temps   | 1 min 32 s 769 | + 12 s 232 |

## Classement de la course
| Pos. | No | Pilote                   | Écurie             | Tours | Temps/Abandon       | Grille | Points |
| ---- | -- | ------------------------ | ------------------ | ----- | ------------------- | ------ | ------ |
| 1    | 6  | David Coulthard          | Williams-Renault   | 71    | 1 h 41 min 52 s 145 | 1      | 10     |
| 2    | 1  | Michael Schumacher       | Benetton-Renault   | 71    | + 7 s 248           | 3      | 6      |
| 3    | 5  | Damon Hill               | Williams-Renault   | 71    | + 22 s 121          | 2      | 4      |
| 4    | 28 | Gerhard Berger           | Ferrari            | 71    | + 1 min 24 s 879    | 4      | 3      |
| 5    | 27 | Jean Alesi               | Ferrari            | 71    | + 1 min 25 s 429    | 7      | 2      |
| 6    | 30 | Heinz-Harald Frentzen    | Sauber-Ford        | 70    | + 1 tour            | 5      | 1      |
| 7    | 2  | Johnny Herbert           | Benetton-Renault   | 70    | + 1 tour            | 6      |        |
| 8    | 25 | Martin Brundle           | Ligier-Mugen-Honda | 70    | + 1 tour            | 9      |        |
| 9    | 7  | Mark Blundell            | McLaren-Mercedes   | 70    | + 1 tour            | 12     |        |
| 10   | 15 | Eddie Irvine             | Jordan-Peugeot     | 70    | + 1 tour            | 10     |        |
| 11   | 14 | Rubens Barrichello       | Jordan-Peugeot     | 70    | + 1 tour            | 8      |        |
| 12   | 29 | Jean-Christophe Boullion | Sauber-Ford        | 70    | + 1 tour            | 14     |        |
| 13   | 4  | Mika Salo                | Tyrrell-Yamaha     | 69    | + 2 tours           | 15     |        |
| 14   | 24 | Luca Badoer              | Minardi-Ford       | 68    | + 3 tours           | 18     |        |
| 15   | 10 | Taki Inoue               | Arrows-Hart        | 68    | + 3 tours           | 19     |        |
| 16   | 21 | Pedro Diniz              | Forti-Ford         | 66    | + 5 tours           | 22     |        |
| 17   | 22 | Roberto Moreno           | Forti-Ford         | 64    | + 7 tours           | 23     |        |
| Abd. | 17 | Andrea Montermini        | Pacific-Ford       | 53    | Boîte de vitesses   | 21     |        |
| Abd. | 8  | Mika Häkkinen            | McLaren-Mercedes   | 44    | Moteur              | 13     |        |
| Abd. | 16 | Jean-Denis Delétraz      | Pacific-Ford       | 14    | Problème physique   | 24     |        |
| Abd. | 26 | Olivier Panis            | Ligier-Mugen-Honda | 10    | Sortie de piste     | 11     |        |
| Abd. | 23 | Pedro Lamy               | Minardi-Ford       | 7     | Boîte de vitesses   | 17     |        |
| Abd. | 3  | Ukyo Katayama            | Tyrrell-Yamaha     | 0     | Accident            | 16     |        |
| Abd. | 9  | Massimiliano Papis       | Arrows-Hart        | 0     | Boîte de vitesses   | 20     |        |

## Pole position et record du tour
- Pole position :  David Coulthard en 1 min 20 s 537 (vitesse moyenne : 194,892 km/h).
- Meilleur tour en course :  David Coulthard en 1 min 23 s 220 au 2e tour (vitesse moyenne : 188,609 km/h).

## Tours en tête
- David Coulthard : 66 tours (1-38 / 44-71)
- Damon Hill : 5 tours (39-43)

## Statistiques
- 1re victoire pour David Coulthard.
- 82e victoire pour Williams en tant que constructeur.
- 70e victoire pour Renault en tant que motoriste.
- 1er et unique hat-trick pour David Coulthard.
- 550e Grand Prix pour la Scuderia Ferrari.

## Classements généraux à l'issue de la course
- Note : Benetton et Williams ont été disqualifiés lors du Grand Prix inaugural du Brésil pour utilisation de carburant non conforme à la réglementation de la Formule 1[3]. L'échantillon d'essence prélevé à l'issue de la course ne correspondait pas aux spécifications de l'échantillon témoin fourni à la FIA[4]. Les écuries ont fait appel de cette décision, ce qui a conduit à une annulation de la sanction concernant les pilotes qui ont conservé leurs points, mais un maintien de la pénalité pour les écuries. Benetton a ainsi perdu les 10 points de la victoire de Michael Schumacher et Williams les 6 points de la seconde place de David Coulthard, d'où une différence entre les points obtenus par ces écuries et les totaux des résultats de leurs pilotes[5],[6].

| Pos. | Pilote                   | Écurie             | Points |
| ---- | ------------------------ | ------------------ | ------ |
| 1    | Michael Schumacher       | Benetton-Renault   | 72     |
| 2    | Damon Hill               | Williams-Renault   | 55     |
| 3    | David Coulthard          | Williams-Renault   | 39     |
| 4    | Johnny Herbert           | Benetton-Renault   | 38     |
| 5    | Jean Alesi               | Ferrari            | 34     |
| 6    | Gerhard Berger           | Ferrari            | 28     |
| 7    | Heinz-Harald Frentzen    | Sauber-Ford        | 15     |
| 8    | Mika Häkkinen            | McLaren-Mercedes   | 11     |
| 9    | Mark Blundell            | McLaren-Mercedes   | 10     |
| 10   | Rubens Barrichello       | Jordan-Peugeot     | 8      |
| 11   | Olivier Panis            | Ligier-Mugen-Honda | 8      |
| 12   | Martin Brundle           | Ligier-Mugen-Honda | 7      |
| 13   | Eddie Irvine             | Jordan-Peugeot     | 6      |
| 14   | Jean-Christophe Boullion | Sauber-Ford        | 3      |
| 15   | Mika Salo                | Tyrrell-Yamaha     | 2      |
| 16   | Aguri Suzuki             | Ligier-Mugen-Honda | 1      |
| 17   | Gianni Morbidelli        | Arrows-Hart        | 1      |

| Pos. | Écurie             | Points |
| ---- | ------------------ | ------ |
| 1    | Benetton-Renault   | 100    |
| 2    | Williams-Renault   | 88     |
| 3    | Ferrari            | 62     |
| 4    | McLaren-Mercedes   | 21     |
| 5    | Sauber-Ford        | 18     |
| 6    | Ligier-Mugen-Honda | 16     |
| 7    | Jordan-Peugeot     | 14     |
| 8    | Tyrrell-Yamaha     | 2      |
| 9    | Arrows-Hart        | 1      |